# E. G. Marshall
E. G. Marshall (nascut Everett Eugene Grunz, 18 de juny de 1914 - 24 d'agost de 1998) va ser un actor estatunidenc, força conegut pels seus papers a la televisió com l'advocat Lawrence Preston a The Defenders en la dècada del 1960 i del neurocirurgià David Craig a The Bold Ones: The New Doctors en la dècada del 1970. Entre els seus papers cinematogràfics és potser el més conegut com el "Jurat 4", impasible i conscient, en el drama legal de Sidney Lumet Dotze homes sense pietat (1957). Va fer de President dels Estats Units a Superman II (1980). Marshall també fou conegut com a hoste del sèrie radiofònica dramàtica CBS Radio Mystery Theater (1974–82).

## Biografia

### Primers Anys
Marshall va néixer a Owatonna, Minnesota, fill de Hazel Irene (née Cobb; 1892–1975) i Charles G. Grunz (1882–1959). Els seus avis paterns eren alemanys. Durant la seva vida, va optar per no revelar el significat d'"E. G.", i va dir a la majoria de la gent que significava "Everybody's Guess", però es pot observar que les inicials coincideixen amb Everett (o Eugene) Grunz. Segons el Social Security Death Index, la seva targeta de la Seguretat Social va mostrar el seu nom complet com: "E G Marshall". Va estudiar a Carleton College i a la Universitat de Minnesota.

### Carrera
Encara que era més familiar pels seus darrers papers de televisió i pel·lícules, Marshall també va tenir una distingida carrera a Broadway. El 1948 ja havia aparegut a les produccions originals de Nova York de The Skin of Our Teeth i The Iceman Cometh, i posteriorment s'uniria a Marlon Brando, Montgomery Clift, Julie Harris, Kim Stanley, i 45 altres per formar el primer grup d'actors que van ser admesos al recentment creat Actors Studio. En els anys següents va assolir els papers principals a les representacions de Les Bruixes de Salem i Tot esperant Godot. En 1973 va tornar a l'escenari en viu per interpretar el paper principal en una producció molt elogiada de Macbeth a Richmond, Virgínia, sota la direcció de Keith Fowler. Des de gener de 1974 fins a febrer de 1982, Marshall va ser un participant ocasional i convidat original del popular programa de ràdio nocturn The CBS Radio Mystery Theater.

### Vida personal
Marshall es va casar tres vegades. Va tenir cinc fills en total, Jed, Sarah, Jill, Degen i Sam.
Com a membre del Committee for National Health Insurance, Marshall va ser un defensor de la sanitat pública als Estats Units durant molt de temps. Durant la campanya de les eleccions presidencials dels Estats Units de 1968, va filmar i va narrar publicitat política que avalava al candidat demòcrata Hubert Humphrey.

### Mort
Va morir de càncer de pulmó a Bedford (Nova York), el 24 d'agost de 1998. la seva tomba es troba al cementiri rural Middle Patent, situat al llogaret de Banksville, part de la vila de North Castle (Nova York).

## Filmografia
- The House on 92nd Street (1945) - Attendant at Morgue (no surt als crèdits)
- 13 Rue Madeleine (1946) - Emile (no surt als crèdits)
- Untamed Fury (1947) - Pompano,
- Call Northside 777 (1948) - Rayska (no surt als crèdits)
- Anything Can Happen (1952) – Oficial d'immigració (escenes esborrades)
- Middle of the Night (1954) - Jerry
- El motí del Caine (1954) - Lt. Comdr. Challee
- Llança trencada (1954) - Horace – El governador
- La casa número 322 (1954) - Policia Lt. Carl Eckstrom
- The Bamboo Prison (1954) - Pare Francis Dolan
- El calze de plata (1954) - Ignatius
- The Left Hand of God (1955) - Dr. David Sigman
- The Scarlet Hour (1956) - Lt. Jennings
- The Mountain (1956) - Solange
- La nit dels marits (1957) - Walter
- Dotze homes sense pietat (1957) - Jurat #4
- Man on Fire (1957) - Sam Dunstock
- Alfred Hitchcock Presents (1957, sèrie de televisió) - Ronald J. Grimes
- El bucaner (1958) - Gov. William C. C. Claiborne
- The Journey (1959) - Harold Rhinelander
- Compulsion (1959) - District Attorney Harold Horn
- Cash McCall (1960) - Winston Conway
- The Islanders - Curt Cober in "Forbidden Cargo (ABC-TV, 1960)
- Town Without Pity (1961) - Col. Jerome Pakenham
- The Defenders (1961-1965, CBS sèrie de televisió) - Lawrence Preston
- La caça de l'home (1966) - Val Rogers
- The Poppy Is Also a Flower (1966) - Coley Jones
- Es crema París? (1966) – Oficial d'intel·ligència Powell (no surt als crèdits)
- The Bridge at Remagen (1969) - Brig. Gen. Shinner
- The Learning Tree (1969) (no surt als crèdits)
- Tora! Tora! Tora! (1970) - Coronel Rufus S. Bratton
- Buscant la felicitat (1971) - Daniel Lawrence
- Ellery Queen: Don't Look Behind You (1971, telefilm) Dr. Cazalis
- Man: The Incredible Machine (1975) - Narrador
- Collision Course: Truman vs. MacArthur (1976) - Harry S. Truman
- Billy Jack Goes to Washington (1977) - Sen. Joseph Paine
- Interiors (1978) - Arthur
- Vampire (1979, telefilm) - Harry Kilcoyne
- Superman II (1980) - El President
- Gangster Wars (1981) - Narrador (veu)
- Creepshow (1982) - Upson Pratt (segment "They're Creeping Up On You")
- Kennedy (1983, minisèrie) - Joseph P. Kennedy
- My Chauffeur (1986) - Witherspoon
- Poder (1986) - Senador Sam Hastings, Ohio
- La Gran Fiesta (1986) - Jutge Cooper
- At Mother's Request (1987, telefilm) - Franklin Bradshaw
- War and Remembrance (1988-1989, minisèrie) - Dwight D. Eisenhower
- Vacances de Nadal d'una boja família americana (1989) - Art
- Two Evil Eyes (1990) - Steven Pike (segment "The Facts in the Case of Mr. Valdemar")
- Consenting Adults (1992) - George Gordon
- Russian Holiday (1992) - Joe Meadows
- Tornadoes!! The Entity (narrador) (documental de 1993)
- The Tommyknockers (1993, minisèrie) - Ev Hillman
- Chicago Hope (1994–1995, vuit episodis) - Dr. Arthur Thurmond
- Nixon (1995) - John Mitchell
- Poder absolut (1997) - Walter Sullivan
- Miss Evers' Boys (1997, telefilm) - President del Senat